# Baburia abdita
Baburia abdita är en fjärilsart som beskrevs av Diakonoff 1973. Baburia abdita ingår i släktet Baburia och familjen vecklare. Inga underarter finns listade i Catalogue of Life.